# HKD Ljuba
Hrvatsko kulturno društvo Ljuba je kulturno društvo Hrvata iz Ljube, AP Vojvodina, Srbija. 

## Povijest
Društvo je počelo raditi tijekom 2013. godine, a službeno je registrirano 21. travnja 2014. godine. Osnovano je radi ostvarivanja zajedničkih interesa i potreba pripadnika hrvatskoga naroda u području kulture, obrazovanja i informiranja. Danas u Ljubi živi blizu 30 posto Hrvata. Travnja 2014. godine članovi društva svečano su otvorili svoje prostorije koje se u domu Mjesne zajednice Ljuba. Predsjednica je Marijana Petrović. 

## Sekcije
Društvo ima folklornu, kazališnu i športsku sekciju. Sjedište je u Fruškogorskoj bb. 

## Aktivnosti
Ciljevi društva su očuvati kulturni i nacionalni identiteta Hrvata u Republici Srbiji, razvitak obrazovanja i informiranja na hrvatskom jeziku te poticanje kreativnog i reproduktivnog kulturno-umjetničkog stvaralaštva na amaterskoj osnovi. Društvo to ostvaruje kroz organiziranje kulturnih manifestacija, seminara, tribina i znanstvenih skupova, izdavačku djelatnost te kroz suradnju s drugim organizacijama i udrugama i Hrvatskim nacionalnim vijećem. HKD Ljuba svake godine u svibnju održava manifestaciju od regionalne važnosti Igrom i pjesmom kroz Srijem.